# Марчана-Марина
Марчана-Марина (итал. Marciana Marina) — коммуна в Италии, располагается на острове Эльба в регионе Тоскана, в провинции Ливорно.
Население составляет 1929 человек (2008 г.), плотность населения составляет 386 чел./км². Занимает площадь 5 км². Почтовый индекс — 57033. Телефонный код — 0565.
Покровителем населённого пункта считается святой Santa Chiara.

## Демография
Динамика населения:

## Администрация коммуны
- Официальный сайт: https://web.archive.org/web/20100411082111/http://www.marcianamarina.toscana.it/